# Don Bowden

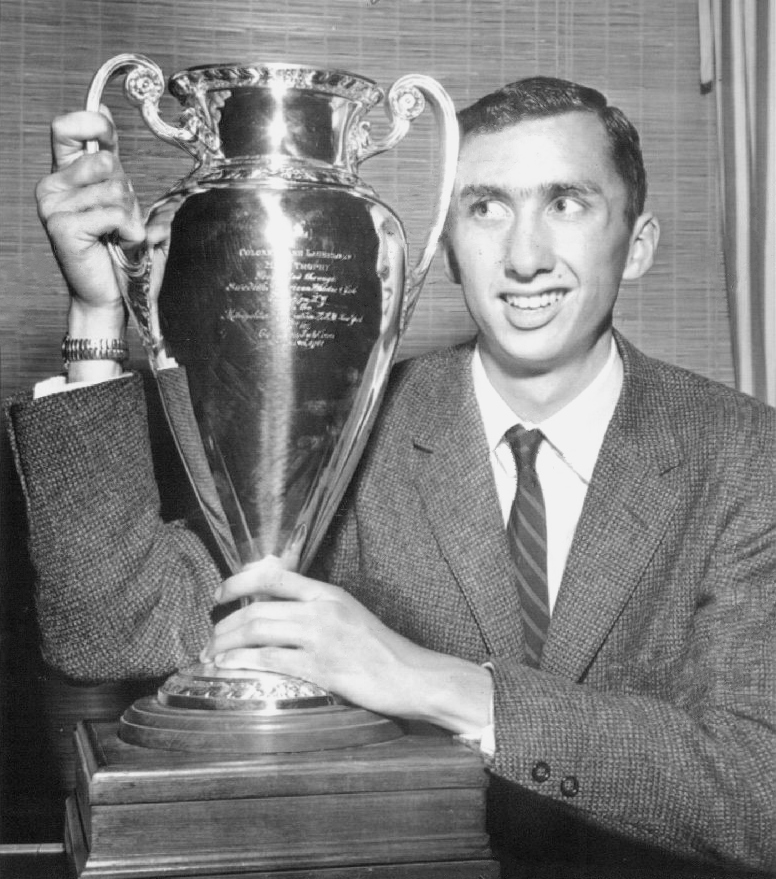
Don Bowden

Donald Paul „Don“ Bowden (* 8. August 1936 in San José, Kalifornien) ist ein ehemaliger US-amerikanischer Leichtathlet. Der Mittelstreckenläufer lief als erster Amerikaner die Meile unter 4 Minuten. Er repräsentierte die USA bei den Olympischen Spielen 1956 in Melbourne.

## Leben
Auf der Highschool in San José zeigte sich Bowden als sehr guter 800-Meter-Läufer und wurde zweimal kalifornischer Highschoolmeister über 880 Yards. Hierdurch bekam er ein Leistungssportstipendium an der nahen University of California, Berkeley, wo er bei Trainer Brutus Hamilton weiter vor allem 800 Meter lief. Das Training beinhaltete vor allem intensive Tempoläufe auf der Bahn auf der Grundlage von Intervalltraining.
Da auf den 1500 Metern weniger Konkurrenz herrschte als auf den 800 Metern, entschied er sich 1956 für die 1500 Meter bei den Trials am 28./29. Juni diese Strecke zu laufen und qualifizierte sich als Dritter und jüngster Mittelstreckenläufer der USA. Bei den Olympischen Spielen Ende November war er nicht mehr in Form und schied als Elfter im Vorlauf aus. Er hatte hierbei jedoch gesehen, dass er zum Ende der College-Saison im Juni in guter Form für die längere Mittelstrecke sein würde und versuchte erfolgreich ein Jahr später den Meilenrekord zu brechen. Dies gelang am 1. Juni 1957 in Stockton (Kalifornien). Er lief mit 3:58,7 min amerikanischen Rekord und war der erste Amerikaner unter vier Minuten für die Meile. Er war auch Mitglied der University of California Staffel, die über 4x880 y Weltrekord lief.
Nach seinem Bachelorexamen 1957 arbeitete er als Repräsentant für unterschiedliche Hersteller von Sportbelägen, versuchte sich für die Olympischen Spiele 1960 zu qualifizieren, was jedoch durch eine Achillessehnenverletzung scheiterte. Daraufhin beendete er seine sportliche Karriere wurde Repräsentant für Tartan-Bahnen, bevor er sich mit einer Firma für Tennishartplätze selbständig machte. Don Bowden wurde 2008 in die National Track and Field Hall of Fame aufgenommen.